# Frank Schulze
Frank Schulze (* 21. März 1970 in Riesa) ist ein ehemaliger deutscher Fußballtorwart. In der höchsten Spielklasse des DDR-Fußballs, der Oberliga, spielte er für Dynamo Dresden sowie den FC-Vorwärts-Nachfolger FC Victoria '91 Frankfurt/Oder. Im Nachwuchs spielte Schulze für Auswahlteams des DFV und DFB.

## Sportliche Laufbahn
Schulze begann 1976 seine Fußballkarriere in seiner Heimatstadt bei der Betriebssportgemeinschaft (BSG) Stahl Riesa. Mit zwölf Jahren wechselte er elbaufwärts zur SG Dynamo Dresden. Mit der U-16 der DDR weilte er im Mai 1986 bei der Jugend-EM in Griechenland, kam aber hinter Stammtorwart Thomas Lenhart in den fünf Endrundenspielen der Ostdeutschen, die auf Rang 4 landeten, nicht zum Zug. Im Herbst 1986  wurde er im Zuge des Qualifikationsbeginns der auf zwei Jahre ausgedehnten Junioren-EM in die U-17-Auswahl des DFV berufen, für die er die beiden ersten Partien in Gruppe 5 gegen Schweden und Finnland bestritt.
Ab der Saison 1987/88, in der er mit der Juniorenoberligamannschaft der Dynamos den Meistertitel errang, rückte er in die U-18-Nationalmannschaft der DDR auf, mit der er fünf Länderspiele bestritt. Bei den Jugendwettkämpfen der Freundschaft im Sommer 1987 in der Tschechoslowakei belegten die DDR-Junioren mit den Torhütern Heiko Jobst und Frank Schulze den 6. Platz.
Höhepunkt seiner Zeit im Auswahltor war der 27. Juli 1988, an dem der Dynamo-Schlussmann mit seiner Mannschaft nach einem 2:0-Sieg über Spanien im kleinen Finale der U-18-Europameisterschaft in der Tschechoslowakei Dritter wurde. Mit der U-20-Auswahl, die nach der erneuten Qualifikation für das Juniorenweltchampionat wieder ins Leben gerufen wurde, nahm er 1989 an der WM in Saudi-Arabien teil und bestritt alle drei Spiele, nach denen das Vorrundenaus der DDR besiegelt war.
Bereits im Sommer zuvor wurde Schulze, inzwischen als Industriemonteur ausgelernt, als dritter Torwart hinter Ronny Teuber und Jens Ramme für die Oberligamannschaft der SG Dynamo Dresden in der Spielzeit 1988/89 nominiert. Mit wenig Einsatzchancen ging der 1,87 Meter große Schulze hinter Ronny Teuber und dem Neuzugang Thomas Köhler ebenso in die Folgesaison, wurde aber in drei Oberligaspielen erstmals in der ostdeutschen Eliteklasse aufgeboten und hatte somit seinen Anteil am Gewinn der DDR-Meisterschaft 1990. Er wurde ebenfalls im Endspiel um den FDGB-Pokalwettbewerb am 4. Juni 1990 als Torwart aufgestellt, das er mit seiner Mannschaft, nun als 1. FC Dynamo Dresden antretend, mit 2:1 gegen den PSV Schwerin gewann.
Im Sommer 1989 wurde Schulze in die neu formierte ostdeutsche Olympiaauswahl berufen, mit der er mehrere Testspiele, fünf davon mit ihm im Tor gegen andere Nationalverbände, absolvierte. Noch vor Beginn der Qualifikationsspiele für Olympia 1992 wurde die Mannschaft im Zuge der deutschen Wiedervereinigung zurückgezogen.
Vor der letzten eigenständigen Saison des ostdeutschen Erstligafußballs wechselte Schulze zum Armeeklub FC Vorwärts Frankfurt (Oder), der nach zweijähriger Abwesenheit wieder in die Oberliga aufgestiegen war. In Frankfurt war Schulze vom 1. Spieltag an die Nummer eins im Tor vor Jens Jaschob und bestritt 20 der 26 Saisonpunktspiele. Im Dezember 1990 lief er einmalig für die nunmehr gesamtdeutsche U-21-Nationalmannschaft des DFB auf. Im Laufe der Spielzeit 1990/91 veränderte sich der Fußballclub der Armeesportvereinigung Vorwärts in den zivilen FC Victoria '91 Frankfurt/Oder, der sich am Ende der Saison als Tabellenletzter nur für die drittklassige Amateur-Oberliga qualifizieren konnte.
Schulze kehrte im Sommer 1991 zum 1. FC Dynamo Dresden zurück, der als letzter ostdeutscher Vizemeister den Sprung in die 1. Bundesliga geschafft hatte. Doch wie schon in seinem ersten DDR-Oberligajahr fristete Schulze erneut ein Dasein als Ersatztorwart und kam in den drei Spielzeiten bis 1994 in keiner einzigen Partie um Punkte für Dynamo zum Einsatz. Danach musste er aufgrund von Sportinvalidität seine Laufbahn beenden.